# Обињи о Кен
Обињи о Кен (фр. Aubigny-aux-Kaisnes) насеље је и општина у североисточној Француској у региону Пикардија, у департману Ен (Пикардија) која припада префектури Сен Кентен.
По подацима из 2011. године у општини је живело 240 становника, а густина насељености је износила 64,52 становника/km². Општина се простире на површини од 3,72 km². Налази се на средњој надморској висини од 87 метара (максималној 96 m, а минималној 75 m).

## Демографија
| 1962. | 1968. | 1975. | 1982. | 1990. | 1999. | 2011. |
| ----- | ----- | ----- | ----- | ----- | ----- | ----- |
| 246   | 291   | 262   | 279   | 263   | 271   | 240   |

График промене броја становника у току последњих година